# 鄭士蕙
鄭士蕙，字柏崖，陝西華州（今渭南市華州区）人。清朝政治人物，同進士出身。

## 生平
道光十九年（1839年）己亥科舉人，道光二十七年（1847年）張之萬榜三甲進士，與沈桂芬、李鴻章、沈葆楨等同年。咸豐元年（1851年）任直隸吳橋縣知縣，任內捐出養廉銀重建文廟、縣學，培養人才，其事被記入光绪《吳橋縣志·政績》中。同治年間曾任靜海縣知縣，主修《靜海縣志》，并為之作序。